# براون كاو (شركة)
براون كاو (بالإنجليزية: Brown Cow (yogurt))‏ هي علامة تجارية أمريكية للالبان يتم إنتاجها في لندنديري، نيو هامبشاير .  تقدم الشركة مجموعة من الزبادي "الكريمي العلوي" - عندما لا يتم تجانس الحليب المستخدم في صنع اللبن، ترتفع طبقة من الكريمة إلى الأعلى، لتشكل كريمة زبادي غنية. 
تزعم شركة براون كاو أن منتجات الألبان يستخدم مكونات تم التحقق منها من خلال مشروع غير معدل وراثيًا، بدون مكونات صناعية أو مواد حافظة، ويستخدم فقط الحليب الكامل من الأبقار التي لم يتم علاجها بهرمونات النمو الصناعية.

## تاريخها
تأسست شركة براون كاو عام 1975، في مزرعة عائلية صغيرة في إيثاكا، نيويورك. "ليلي" كان اسم البقرة البنية الأصلية التي أخذت الشركة اسمها منها. عام 1989، انتقلت البقرة البنية إلى كاليفورنيا. وفي وقت لاحق، عام 2003، استحوذت مزرعة ستونيفيلد، التي كانت مملوكة بشكل كبير لشركة دانون، على شركة براون كاو. عام 2014 أغلقت شركة براون كاو (دانون) مصنعها في أنطاكية في كاليفورنيا ونقلت عملياتها إلى فورت وورث في ولاية تكساس. اليوم، انتقل إنتاج ألبان براون كاو إلى لندنديري، نيو هامبشاير، حيث يقع المقر الرئيسي لشركة ستوني فيلد فارم.

## روابط خارجية
- الموقع الرسمي